# حزب فضیلت
حزب فضیلت (ترکی استانبولی: Fazilet Partisi) یک حزب سیاسی با گرایش‌های اسلامگرایانه در ترکیه بود که توسط دادگاه قانون اساسی ترکیه به علت زیرپا گذاشت اصول سکولار قانون، غیرقانونی تشخیص داده‌شد و از ادامه کار بازماند.